# Eugenia botequimensis
Eugenia botequimensis är en myrtenväxtart som beskrevs av Hjalmar Frederik Christian Kiaerskov. Eugenia botequimensis ingår i släktet Eugenia och familjen myrtenväxter. Inga underarter finns listade i Catalogue of Life.